# My Loved One
My Loved One — дебютний студійний альбом радянсько-американської співачки Любові Успенської, виданий в 1985 році в США. 

## Історія
Видання альбому в Росії відбулося в 1994 році, трек-лист альбому не змінився, змінилася обкладинка, назви пісень і назва альбому були переведені на російську мову.
Продюсерами альбому стали Михайло Шуфутинський і тодішній чоловік Успенської — Володимир Франц. Тексти пісень для альбому написали такі відомі поети-піснярі як Ілля Резник, Михайло Таніч, Леонід Дербеньов, Андрій Дементьєв, а музику — Раймонд Паулс, Максим Дунаєвський, В'ячеслав Добринін. У написанні музики і слів брали участь Віллі Токарєв і сам Шуфутинський.
Запис проходив на студії на Манхеттені в Нью-Йорку в 1984-85 роках. За словами Любові Успенської, у сусідній студії Вітні Х'юстон також записувала свій дебютний альбом, тому на обох пластинках можна почути голоси одних і тих же бек-вокалісток.

## Відгуки
Альбом отримав платинову сертифікацію від Американської асоціації звукозаписних компаній за більш ніж мільйон проданих копій.

## Список композицій
| #   | Назва                     | Автор слів           | Автор музики         | Тривалість |
| --- | ------------------------- | -------------------- | -------------------- | ---------- |
| 1.  | «It's Not Too Late»       | Віллі Токарєв        | Віллі Токарєв        | 03:52      |
| 2.  | «Find Your Soul»          | Ілля Резник          | Раймонд Паулс        | 04:34      |
| 3.  | «My Garden Full Of Stars» | Тетяна Лебединська   | Михайло Шуфутинський | 04:26      |
| 4.  | «Russian Roulette»        | Наум Олев            | Максим Дунаєвський   | 05:05      |
| 5.  | «Oh, Mama Forgive Me»     | Михайло Шуфутинський | Михайло Шуфутинський | 03:30      |
| 6.  | «Take Me Along With You»  | Михайло Таніч        | Олексій Мажуков      | 03:50      |
| 7.  | «Luba»                    | Михайло Шуфутинський | Віллі Токарєв        | 03:25      |
| 8.  | «My Loved One»            | Віллі Токарєв        | Віллі Токарєв        | 03:20      |
| 9.  | «Don’t Trust These Words» | Тетяна Лебединська   | Михайло Шуфутинський | 03:31      |
| 10. | «It Couldn’t Be»          | Леонід Дербеньов     | В'ячеслав Добринін   | 05:35      |
| 11. | «Kalina»                  | Олександр Шахов      | Валерій Зубков       | 03:58      |
| 12. | «That’s All It Us»        | Андрій Дементьєв     | Аркадій Хоралов      | 04:25      |